# Lurking Fear (album)
Lurking Fear is het achtste studioalbum van het Duitse progressieve-metalproject Mekong Delta. Dit is het eerste nieuwe album na Pictures at an Exhibition uit 1996. De voorbereidingen werden in 2005 al gestart. Ralf werd in contact gebracht met gitarist Peter Lake van Theory in Practice en Uli Kusch (ex-Holy Moses, ex-Helloween, ex-Masterplan) werd als drummer aangetrokken, nadat Peter Haas te kennen had gegeven geen tijd te kunnen vrijmaken voor Mekong Delta. Vanwege de moeizame zoektocht naar een geschikte zanger heeft het nog tot halverwege 2007 geduurd totdat het album volledig af was.

## Tracklist
1. "Society in dissolution" (R. Hubert)
2. "Purification" (R. Hubert)
3. "Immortal Hate (accepting prayers of supremacy)" (R. Hubert)
4. "Allegro Furioso" (R. Hubert)
5. "Rules of Corruption" (R. Hubert)
6. "Ratters (among the dead)" (R. Hubert)
7. "Moderato" (R. Hubert)
8. "Defenders of the Faith" (R. Hubert)
9. "Symphony of Agony" (R. Hubert)
10. "Allegro" (gebaseerd op de tiende symfonie van Dimitri Schostakovitch; gearrangeerd door R. Hubert)

## Bezetting
- Ralf Hubert - basgitaar
- Peter Lake - gitaar
- Uli Kusch - drums
- Leszek "Leo" Szpigiel - zang